# Канада на Зимским олимпијским играма 1980.
Канада је учествовала на тринаестим по реду Зимским олимпијским играма одржаним 1980. године у Лејк Плесиду, САД. То су биле тринаесте Зимске олимпијске игре на којима су учествовали канадски спортисти.
Од канадских спортиста треба издвојити Гаетана Бушеа, брзинског клизача који је освојио сребрну медаљу, иако је претходно оборио олимпијски рекорд и канадски скијашки тим, у мушкој конкуренцији са надимком Крејзи канукс (Crazy Canucks), предвођен Стивом Подборским који је освојио бронзу у спусту.
Канада се такође на овим играма вратила у хокејашка такмичења. Овај пут и са неколико будућих професионалаца из НХЛ као што су Глен Андерсон, Ренди Грег, Кевин Приме и Пол Меклејн. У прелиминарним рундама Канада је остварила рекорд од 3-2, изгубивши од Финске и Совјетског Савеза и тиме себи оставила могућност да се бори за позицију од 5-6 места. У тој утакмици канадски хокејаши су изгубили од репрезентације Чехословачке са 6:1 и тиме завршили на шестом месту хокејашког турнира.

### Освојене медаље на ЗОИ
| Освојене медаље канадских спортиста на ЗОИ 1980. |                               |       |        |        |        |
| Спортиста                                        | Спорт                         | Злато | Сребро | Бронза | Укупно |
| Гаетан Буше                                      | Брзо клизање на 1000m — мушки | 0     | 1      | 0      | 1      |
| Стив Подборски                                   | Алпско скијање — мушки        | 0     | 0      | 1      | 1      |
| Укупно                                           | 2                             | 0     | 1      | 1      | 2      |